# Creys-Mépieu
 Creys-Mépieu  es una población y comuna francesa, en la región de Ródano-Alpes, departamento de Isère, en el distrito de La Tour-du-Pin y cantón de Morestel.

## Galería fotográfica

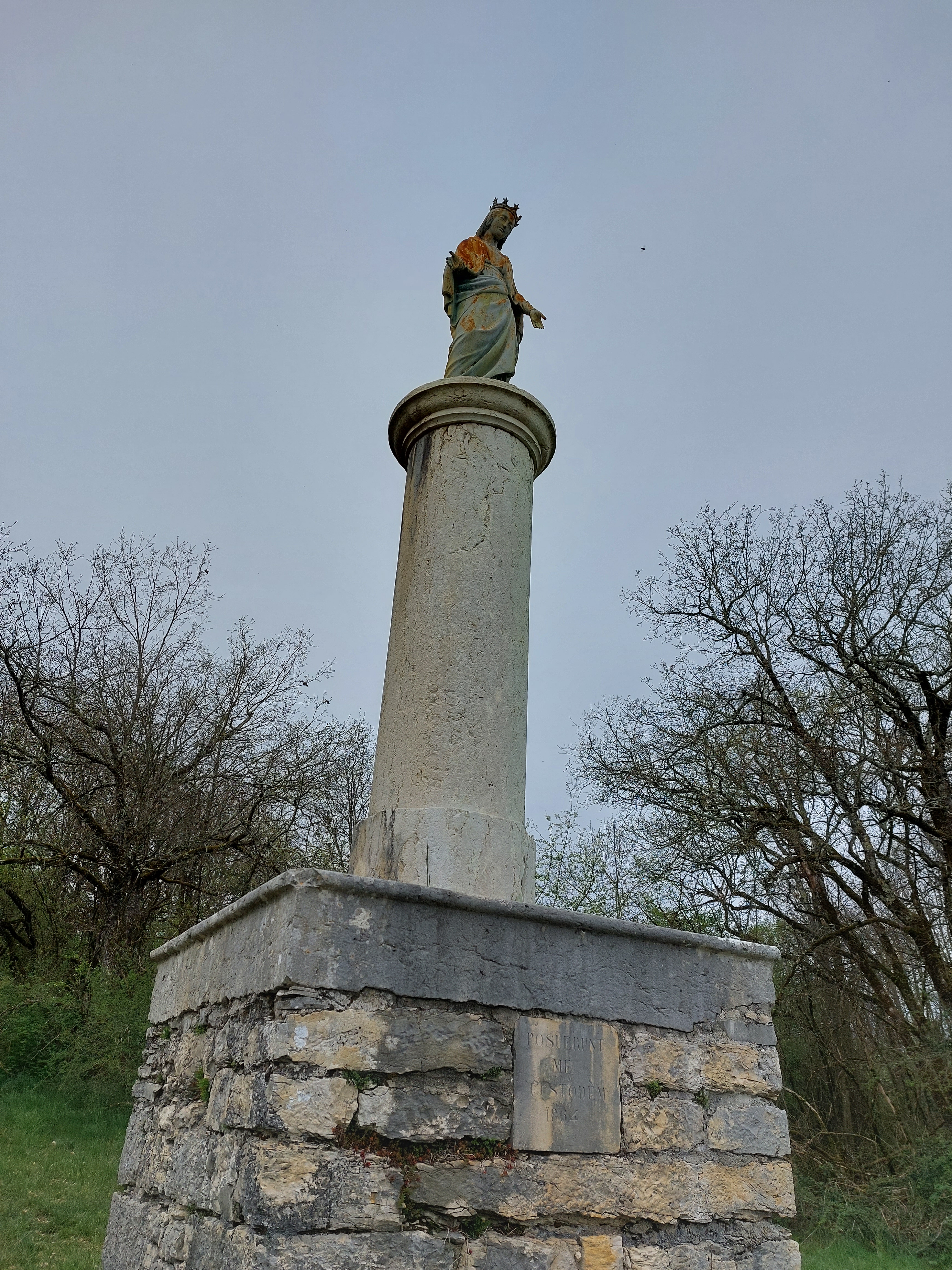
Estatua dedicada a la Virgen María, en Creys
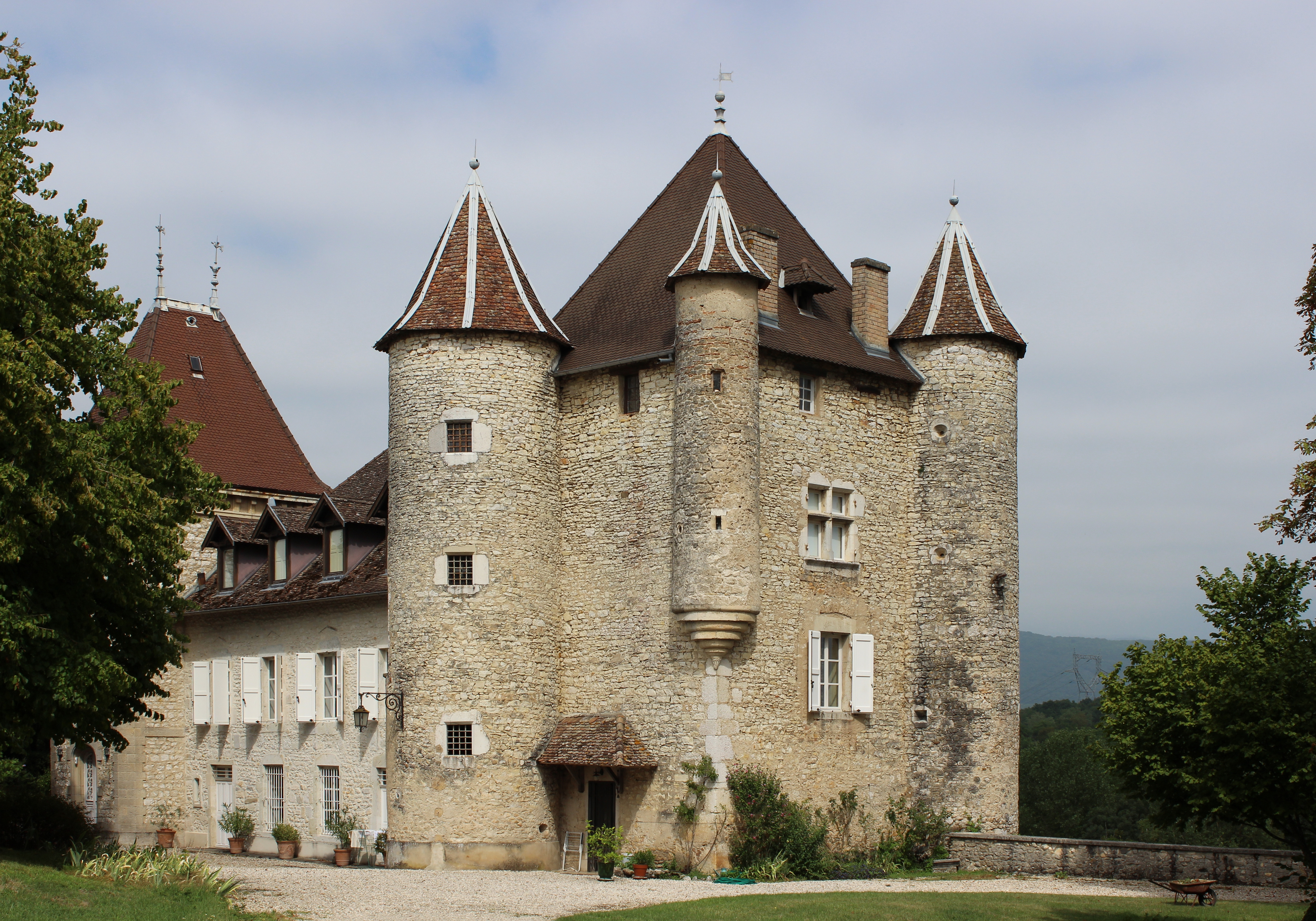
Castillo de Mépieu
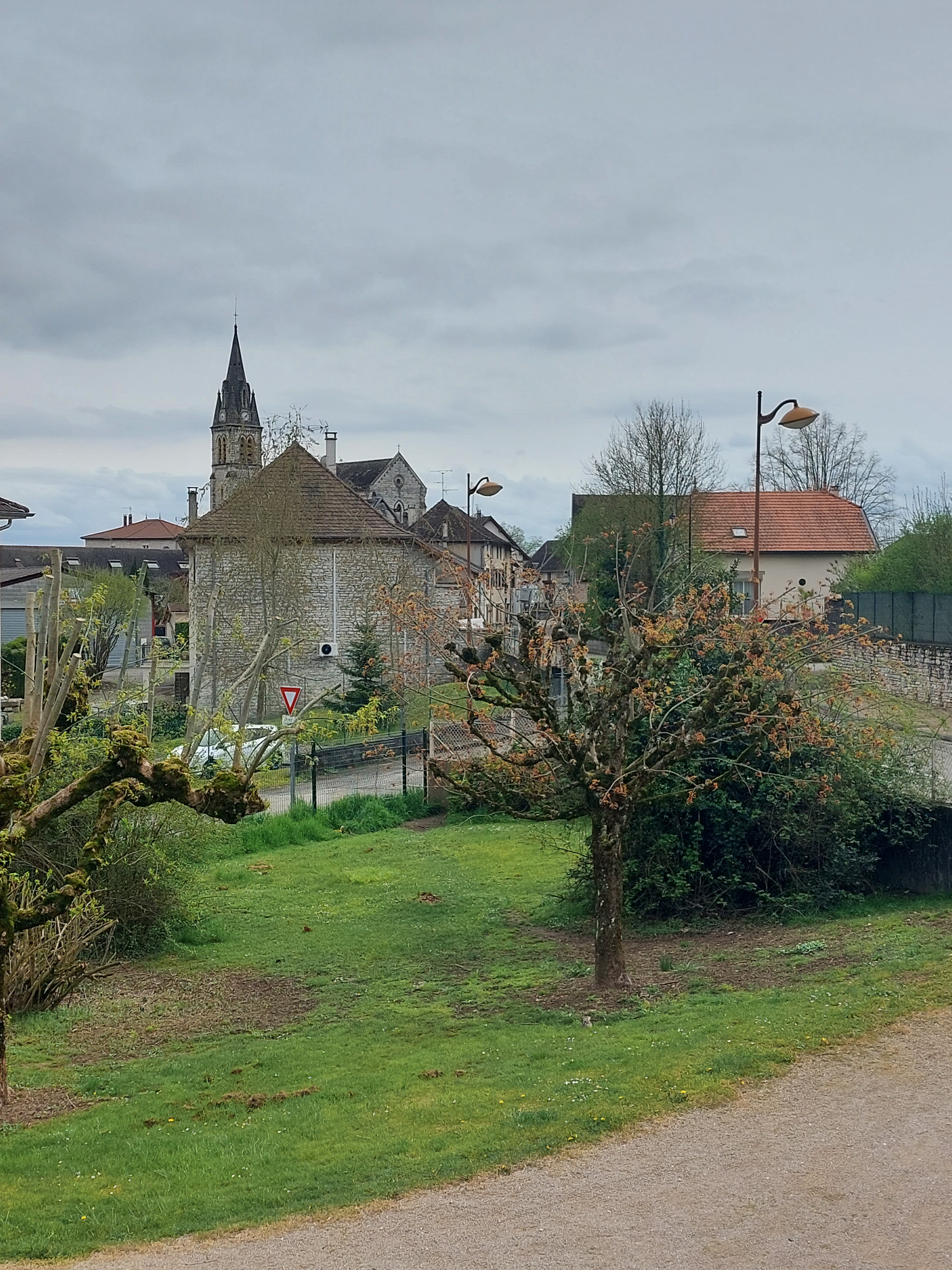
Creys de la Grande Rue

## Demografía
| 648 | 631 | 596 | 960 | 959 | 1091 |
| Para los censos de 1962 a 1999 la población legal corresponde a la población sin duplicidades (Fuente: INSEE [Consultar]) |     |     |     |     |      |